# Irena Wisełka-Cieślar
Irena Barbara Wisełka-Cieślar – profesor sztuki muzycznej, wykładowca Akademii Muzycznej im. Grażyny i Kiejstuta Bacewiczów w Łodzi, była dziekan Wydziału Fortepianu, Organów, Klawesynu i Instrumentów Dawnych tej uczelni.

## Życiorys
W 1970 roku ukończyła Państwową Średnią Szkołę Muzyczna w Łodzi w klasie fortepianu u Hanny Heinrich-Kowalczyk, a w klasie organów u prof. Jana Kucharskiego. Studia w Państwowej Wyższej Szkole Muzycznej w Łodzi w klasie organów u prof. Jana Kucharskiego ukończyła z wyróżnieniem w 1975 roku. W latach 1974–1999 była nauczycielem gry na organach w Zespole Szkół Muzycznych im. St. Moniuszki. Od 1982 roku zatrudniona w Akademii Muzycznej w Łodzi na Wydziale Fortepianu, Klawesynu i Organów, gdzie prowadzi klasę organów. W 1993 roku uzyskała kwalifikacje I stopnia (równoważne ze stopniem doktora), a kwalifikacje II stopnia (równoważne ze stopniem doktora habilitowanego) w 1998 roku. W latach 2005–2012 pełniła funkcję prorektora uczelni do spraw naukowo-dydaktycznych. Od 2012 roku jest dziekanem Wydziału Fortepianu, Organów, Klawesynu i Instrumentów Dawnych. W 2006 roku otrzymała tytuł profesora sztuk muzycznych z rąk prezydenta Lecha Kaczyńskiego.
Pracowała pod kierunkiem Johannesa Ernsta Köhlera na Międzynarodowym Seminarium Muzycznym w Weimarze oraz brała udział w mistrzowskim kursie interpretacji organowej prowadzonym m.in. przez Jeana Renery, Herberta Wulfa, Bruno Oberhammera.
Od 1987 roku jest stałym współpracownikiem Europäische Konferenz für Evangelische Kirchenmusiker. Jest inicjatorem i kierownikiem artystycznym odbywającego się od 1996 roku w ewangelickim kościele św. Mateusza w Łodzi cyklu comiesięcznych koncertów muzycznych pod nazwą: „Niedziela z muzyką u św. Mateusza”.

## Działalność artystyczna
Od 1973 roku koncertowała jako solistka i kameralistka w Polsce, Niemczech, Francji, Włoszech, Finlandii, Holandii, Szwecji. Brała udział w znaczących festiwalach muzyki organowej. (m.in. w Warszawie, Gdańsku-Oliwie, Berlinie, Strasburgu, Amsterdamie, Passau, Schleswigu, Budapeszcie, Erfurcie).
Od 1994 roku działała wraz z Grażyną Fajkowską w Duo Organowym „A Piacere” – prezentującym muzykę organową przeznaczoną do wykonania na 4 ręce.
W swoim dorobku posiada nagrania dla Polskiego Radia, Telewizji Polskiej i Holenderskiej.

## Nagrania muzyczne
- DUX nr 0120 (1998) – Organy kościoła ewangelickiego św. Mateusza w Łodzi.
- Współudział: – AM Łódź nr 001 (2000) – Katedra Kompozycji AM w Łodzi.
- Acte Prealable nr AP0109 (2004) – Panorama muzyki polskiej VI – Mistrz i uczniowie 2, płyta nominowana do nagrody fonograficznej Fryderyk 2004.
- PEAŁ nr 001 (2005) – 10 lat koncertów w kościele ewangelickim św. Mateusza.

## Wybrane publikacje naukowe
- Organy związane z działalnością Jana Sebastiana Bacha, „Organy i muzyka organowa XI", Prace specjalne 58, Wydawnictwo Akademii Muzycznej, Gdańsk 2000.
- Hasło chorał protestancki, Encyklopedia Religii, t. II, Państwowe Wydawnictwo Naukowe, Warszawa 2001.
- Chorał protestancki i jego znaczenie w organowych opracowaniach chorałowych Jana Sebastiana Bacha, „Organy i muzyka organowa XII”, Prace specjalne 61, Wydawnictwo Akademii Muzycznej, Gdańsk 2003.

## Odznaczenia[2]
- Srebrny Krzyż Zasługi 1999
- Zasłużony Działacz Kultury 2001
- Złoty Krzyż Zasługi 2005
- Krzyż Kawalerski Orderu Odrodzenia Polski (4 października 2013)

## Na podstawie
- Pedagodzy Akademii Muzycznej w Łodzi.
- Nowi profesorzy ewangelicy.